# Mychodesmus macramma
Mychodesmus macramma är en mångfotingart som beskrevs av Cook 1897. Mychodesmus macramma ingår i släktet Mychodesmus och familjen Gomphodesmidae. Inga underarter finns listade i Catalogue of Life.